# Mezquita de Sokollu Mehmet Pasha
La Mezquita de Sokollu Mehmed Paşa (en turco Sokollu Mehmed Paşa Camii) es una mezquita otomano situada en Kadirga, distrito de Eminönü, Estambul, Turquía.

## Historia
La mezquita fue diseñada por el arquitecto imperial Mimar Sinan para el Gran Visir Sokollu Mehmet Pasha (marido de una de las hijas del Sultán Selim II, la sultana Esmehan). Se construyó entre 1571 y 1572 siendo bautizado oficialmente con el nombre de la princesa pero el nombre con el que se le conoce es el de su marido.

## Arquitectura

### Exterior
La mezquita está localizada en una cuesta escarpada. Sinan resolvió este problema con un patio de dos pisos. La parte inferior (ahora en ruinas) fue dividida en tiendas para que fueran alquiladas y con ese dinero ayudar al mantenimiento de la mezquita. La parte superior posee un patio abierto de columnas. Entre las columnas se erigieron muros por tres de sus lados creando pequeños cuartos, cada uno con una pequeña ventana, chimenea y un nicho a modo de cama, formando las comodidades para la vida de los estudiantes de la madrasa.

### Interior
El interior es famoso por la cantidad y calidad de azulejos de İznik, ciudad famosa por su cerámica, que forman una gran variedad de diseños florales en azul y verde y paneles de caligrafía árabe con letras blancas sobre fondo azul. Las columnas está construidas en mármol de diferentes colores. El minbar o púlpito está hecho de mármol blanco con un techo cónico construido con azulejos turquesas. Las ventanas situadas por encima del mihrab son de cristal templado. Sobre la puerta enmarcada en oro se halla un fragmento de la Kaaba de La Meca; otros fragmentos de la piedra negra se encuentran en el minbar y en el mihrab.

## Galería

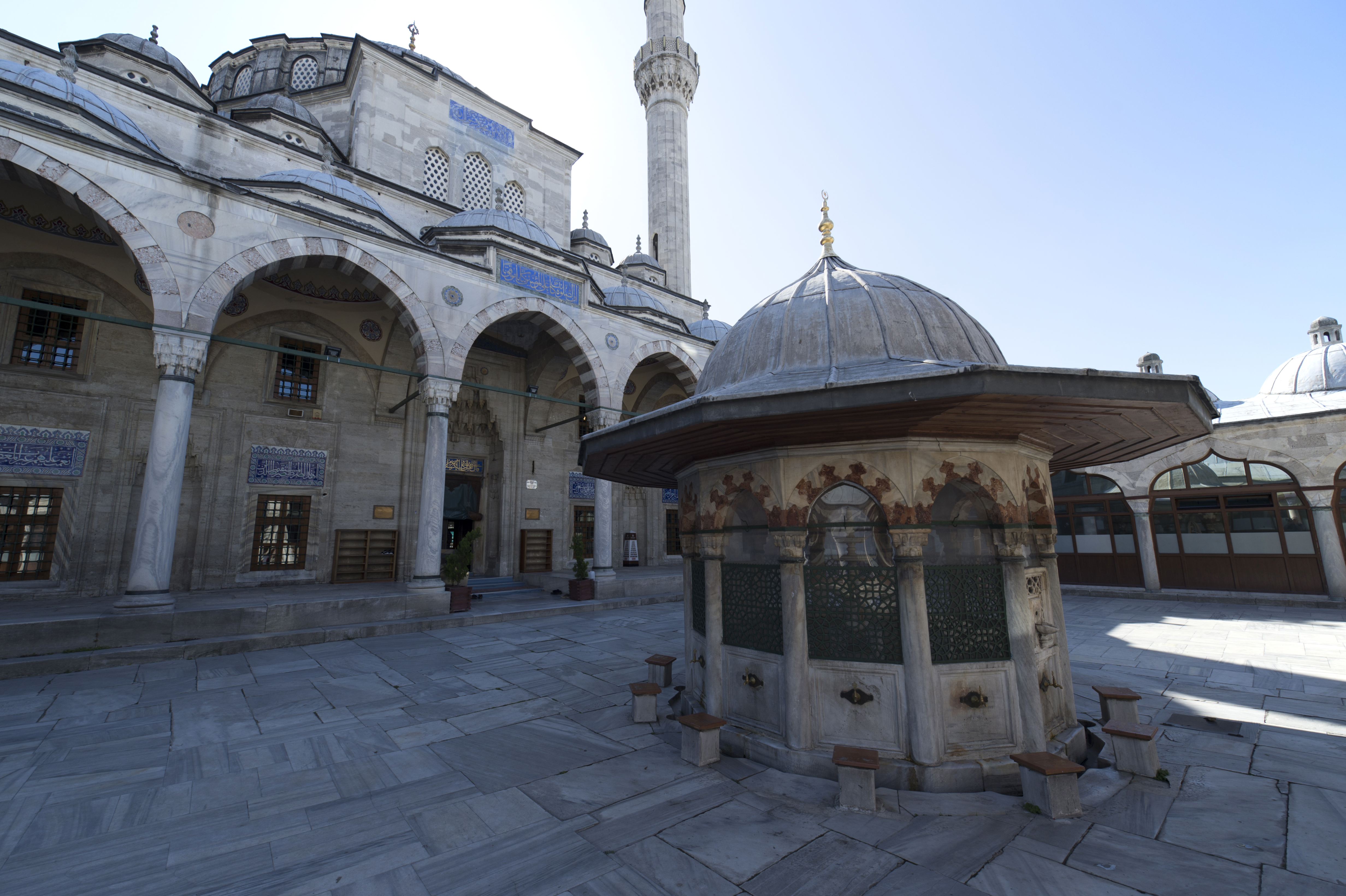
Patio de la mezquita Sokollu Mehmet Pasha
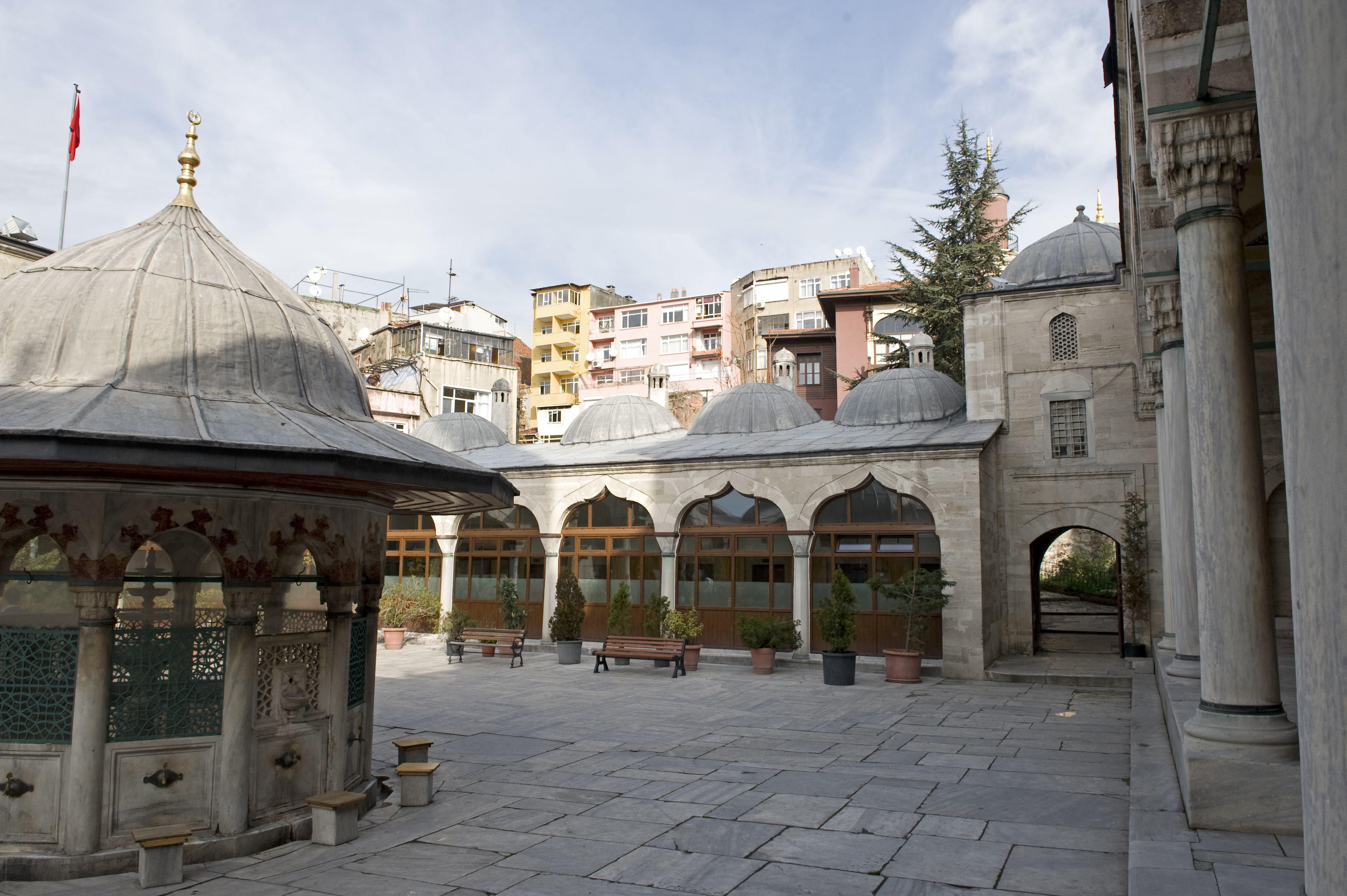
Patio de la mezquita Sokollu Mehmet Pasha
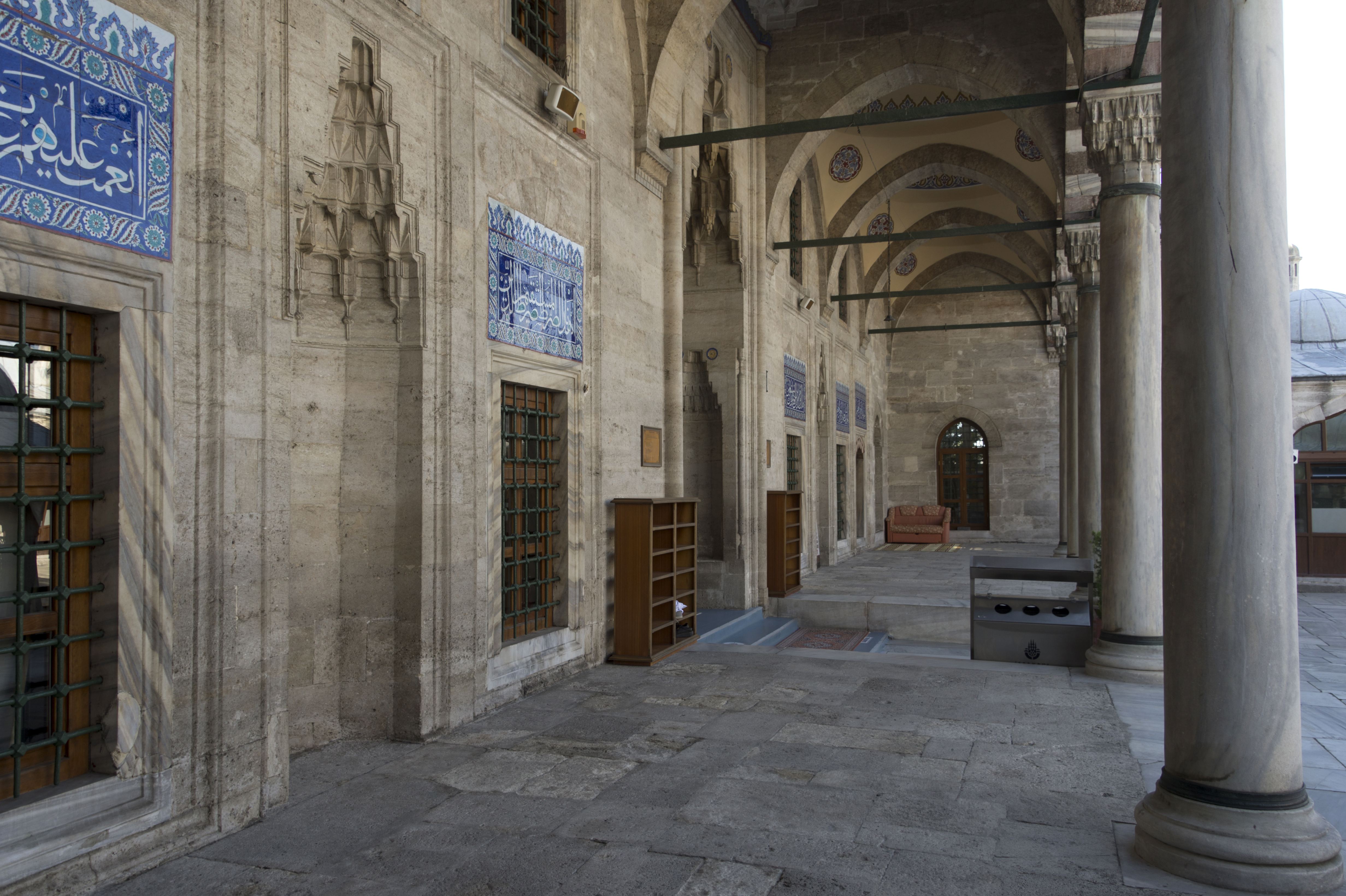
Mezquita Sokollu Mehmet Pasha
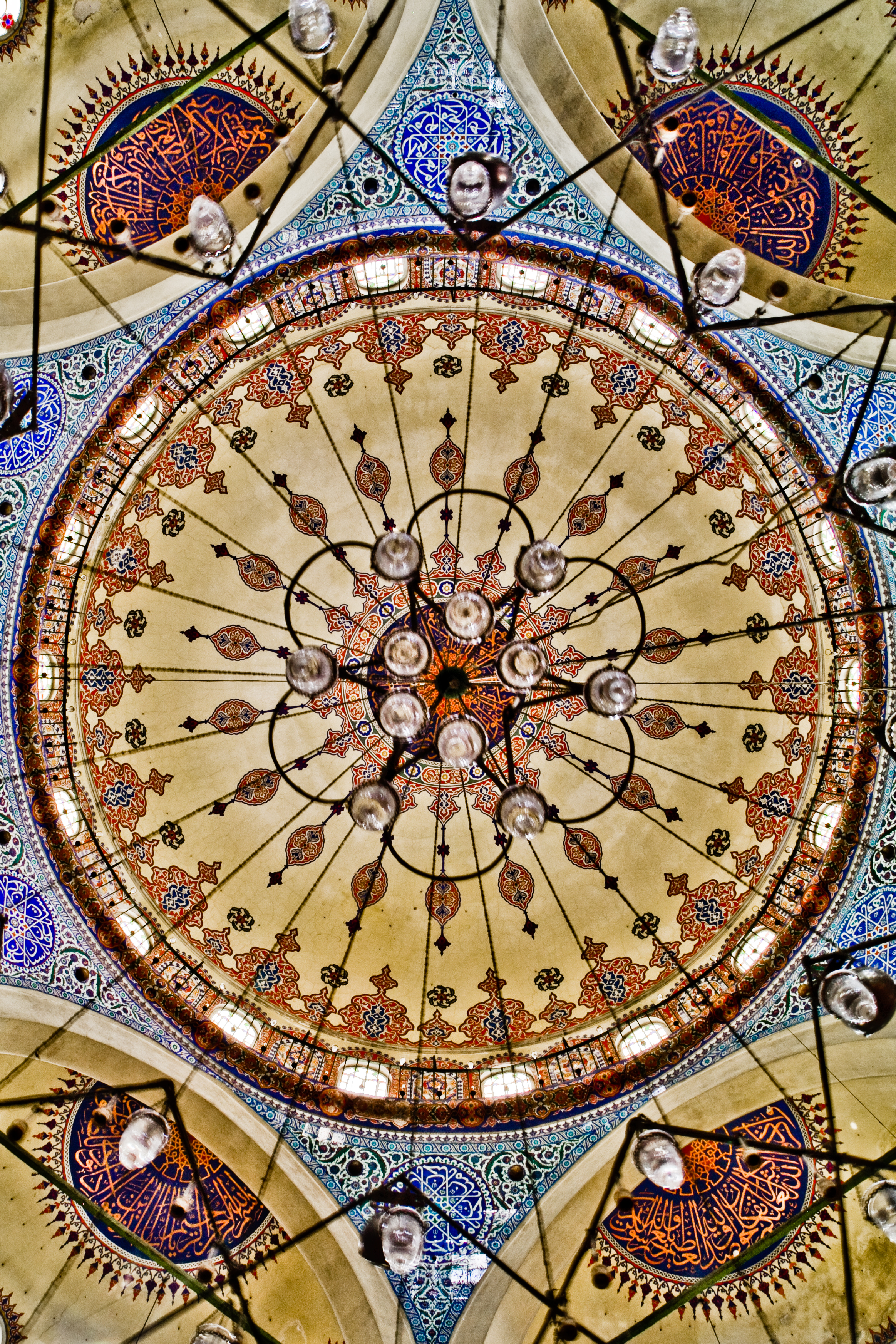
Vista de la cúpula
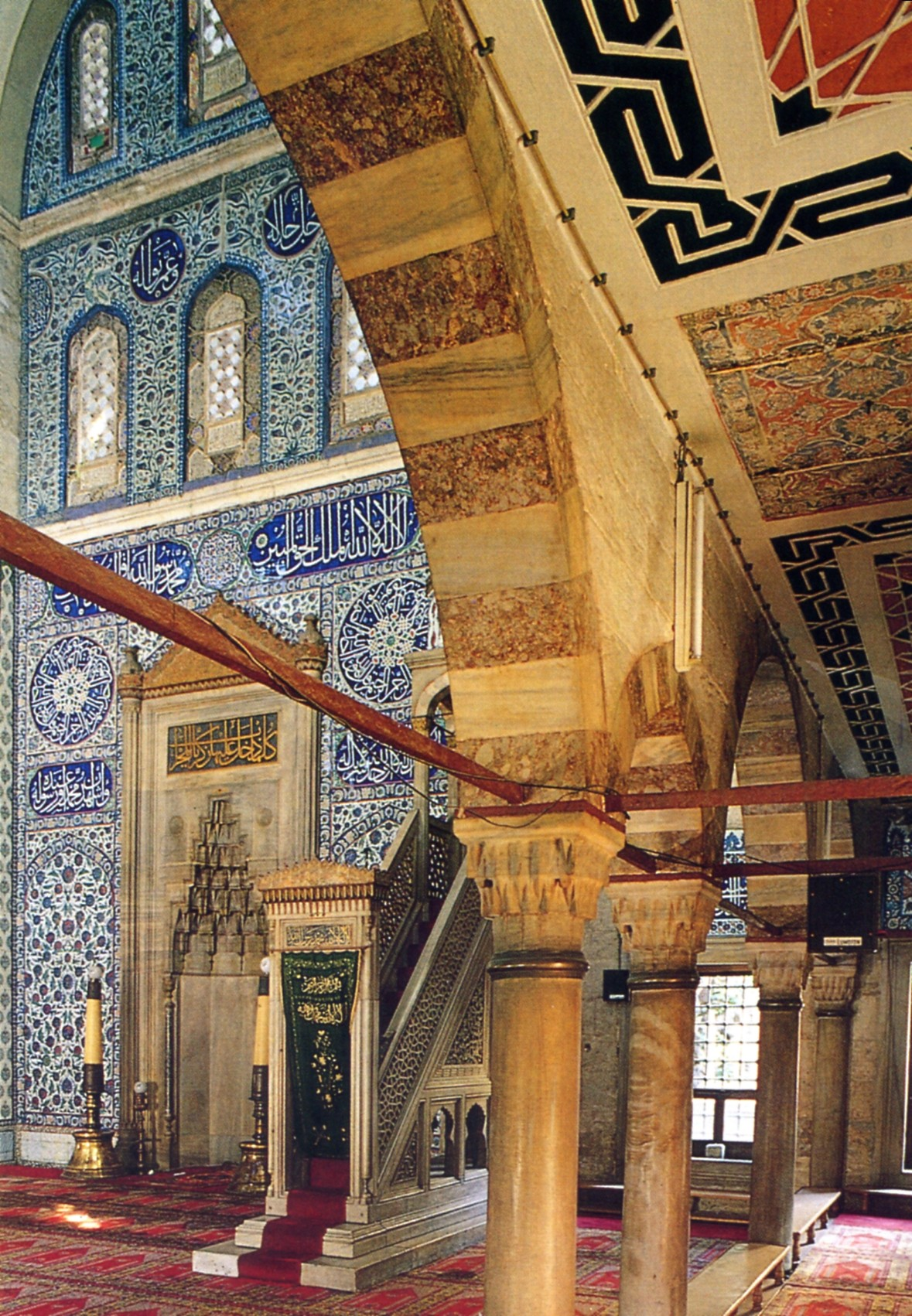
Vista interior
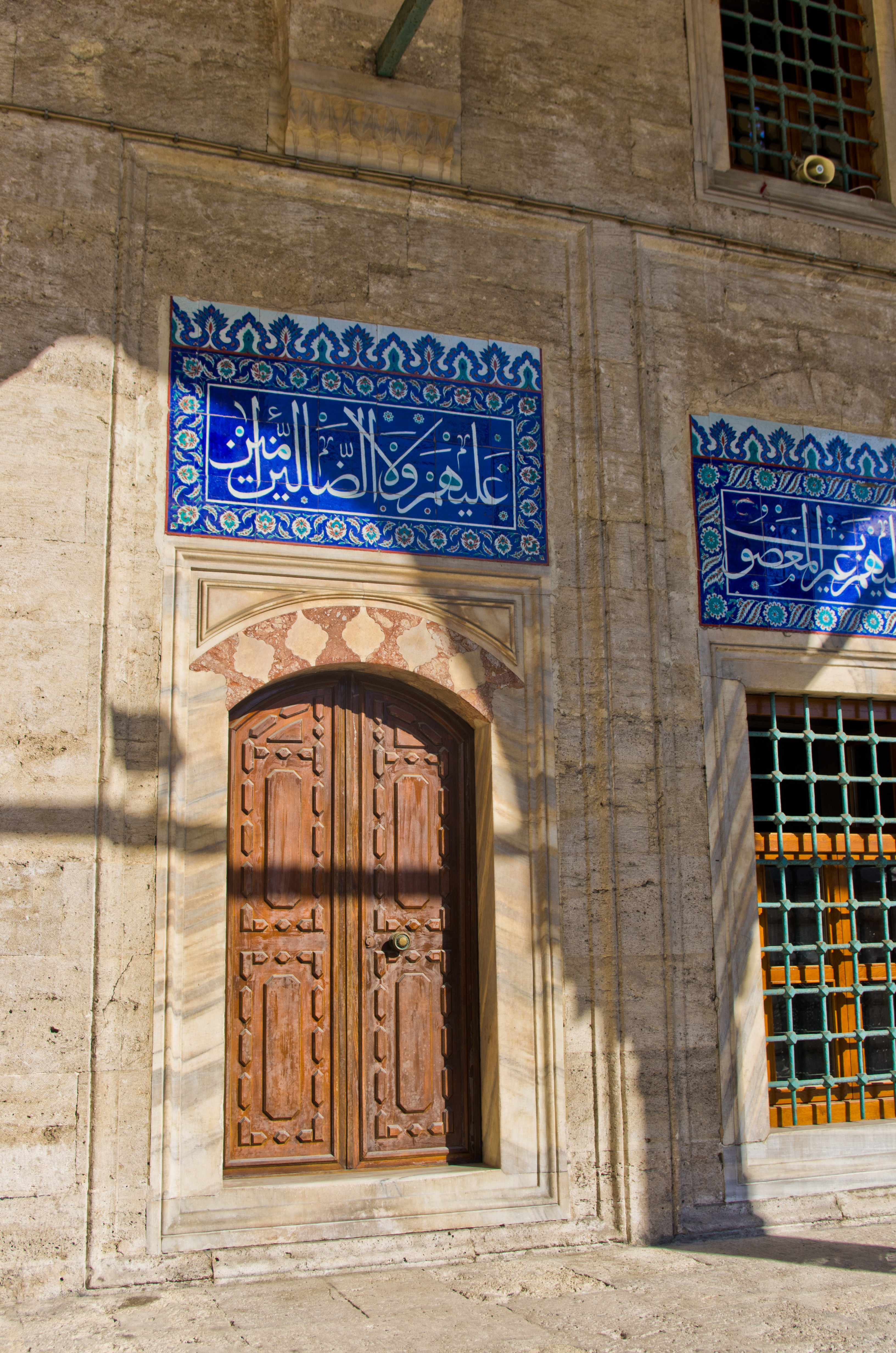
Detalle